# Colibrí maragda coronat
El colibrí maragda coronat (Microchera cupreiceps) és una espècie d'ocell de la família dels troquílids. És endèmic de Costa Rica, on viu a altituds d'entre 700 i 1.500 msnm. El seu hàbitat natural són els boscos. És una espècie en risc mínim, és a dir, no sembla que hi hagi cap amenaça significativa per a la seva supervivència. El seu nom específic, cupreiceps, significa 'coronat amb coure' en llatí.